# Хеди Ламарр
Хе́ди Лама́рр (англ. Hedy Lamarr, урождённая Хедвиг Ева Мария Кислер (нем. Hedwig Eva Maria Kiesler); 9 ноября 1914, Вена, Австро-Венгрия — 19 января 2000, Кэсселберри, Флорида, США) — австрийская и американская киноактриса и изобретательница, чья популярность пришлась на 1930—1940-е годы.

## Биография

### Личная жизнь и съёмки в кино
Хедвиг Ева Мария Кислер родилась 9 ноября 1914 года в Вене и была единственным ребёнком управляющего банком Эмиля Кислера (1880—1935), родом из Львова, и его жены Гертруды Кислер (дев. Лихтвиц; 1894—1977), пианистки из богатой будапештской еврейской семьи.
В шестнадцать лет Хедвига ушла из дома, поступила в театральную школу и начала сниматься в кино, дебютировав в немецко-австрийском фильме «Деньги на улице» (1930). Режиссер Макс Райнхардт назвал Хеди самой красивой женщиной в Европе. В том же году актриса была приглашена в Берлин Максом Рейнхардтом. Мировую известность ей принёс чехословацко-австрийский фильм Густава Махаты «Экстаз» (1933, роль Евы). Десятиминутная сцена купания обнажённой девушки в лесном озере, вполне невинная по меркам XXI века, в 1933 году вызвала бурю эмоций. Картину запретили к показу в ряде стран, с цензурными купюрами она была выпущена в прокат лишь через несколько лет. В том же году Хедвига вышла замуж за фабриканта оружия, австрийского миллионера Фрица Мандля, который впоследствии пытался выкупить из венского проката все копии фильма «Экстаз».
Летом 1937 года, после четырёх лет неудачного брака, Хедвига Мандль, сбежав от мужа в одежде своей горничной, отправилась из Лондона в Нью-Йорк на пароходе «Нормандия». Актрисе не пришлось обивать пороги в Голливуде — реакция на «Экстаз» была слишком громкой, чтобы его забыли кинематографисты. Прямо на «Нормандии» она подписала контракт с основателем студии MGM Луисом Майером. По его совету, чтобы не вызывать ненужных ассоциаций у пуритански настроенной публики США, Хедвига Кислер взяла псевдоним — Хеди Ламарр, который был заимствован у актрисы MGM Барбары ла Марр, прежней любимицы Майера, умершей в 1926 году от разрыва сердца на фоне злоупотребления наркотиками.
За свою голливудскую карьеру актриса сыграла в таких популярных фильмах, как «Алжир» (1938, роль Габи), «Леди из тропиков» (1939, роль Манон де Верне), «Квартал Тортилья-Флэтт» (1942, экранизация романа Дж. Стейнбека, реж. Виктор Флеминг, роль Долорес Рамирес), «Рискованный эксперимент» (1944), «Странная женщина» (1946) и «Самсон и Далила» (1949, эпическая лента Сесиля де Милля). Последнее появление на экране — в фильме «Самка» (1958, роль Ванессы Виндзор). В общей сложности она заработала на киносъёмках тридцать миллионов долларов.
Хеди Ламарр была замужем шесть раз, имела троих детей.
В 1966 году пятидесятидвухлетняя актриса попыталась вернуться на экран, но этому помешала развёрнутая против неё травля. Имея резкий, неуживчивый характер и привычку откровенно высказывать нелестное мнение о Голливуде и его нравах, Хеди Ламарр нажила себе много влиятельных врагов. Однажды её обвинили в краже из магазина во Флориде туфель, стоивших менее ста долларов. И хотя суд отверг обвинение, пятно на её репутации от этого инцидента осталось надолго.
Ещё больший урон репутации нанесла ей изданная в 1966 году автобиография под названием «Экстаз и я», которую написали нанятые[кем?] для этой цели писатели Лео Гилд (Leo Guild) и Сай Райс (Cy Rice). Пытаясь остановить публикацию, Ламарр предъявила иск издателю, заявив, что описанные в книге события её личной жизни «вымышлены, ложны, вульгарны, скандальны, пасквильны и непристойны», однако проиграла в суде.
В телевизионном интервью 1969 года Ламарр публично опровергла своё авторство этой книги, назвав её в большой степени вымыслом.
Книга содержала также защищённый копирайтом материал из статьи, опубликованной в 1965 году в журнале Screen Facts за авторством Джина Рингголда (Gene Ringgold), который предъявил иск самой Хеди Ламарр.
В 1998 году Хеди Ламарр подала иск против компании Corel за размещение в конце 1997 года её изображения на упаковочных коробках графического редактора CorelDRAW, потребовав пятнадцать миллионов долларов в виде компенсации морального ущерба. Иск встретил возражения со стороны Corel, поскольку компания не использовала фотографий актрисы, — изображение, ставшее победителем проводимого компанией ежегодного конкурса, было создано неким Джоном Коркери цифровым способом с помощью программы CorelDRAW, а следовательно, по утверждению юристов компании, не принадлежит Хеди Ламарр. По словам адвоката актрисы Майкла Макдоннела, стороны пришли к обоюдовыгодному соглашению, однако Макдоннел отказался раскрыть сумму компенсации, полученную Ламарр. В результате сделки компания Corel получила пятилетнюю лицензию на использование изображения Хеди Ламарр для рекламы своей продукции.
Хеди Ламарр скончалась на восемьдесят шестом году жизни 19 января 2000 года в Кэсселберри (близ города Орландо во Флориде). Согласно завещанию прах актрисы был развеян на её родине в Австрии, в Венском Лесу.

### Изобретательская деятельность
Помимо кино, Хеди Ламарр была успешна в изобретательской деятельности. В 1942 году она изобрела и совместно с Джорджем Антейлом запатентовала систему, позволяющую дистанционно управлять торпедами. Технология «прыгающих частот» была оценена лишь много лет спустя. День рождения актрисы — 9 ноября — назван Днём изобретателя в немецкоговорящих странах.
Толчком к изобретению послужило сообщение о потопленном 17 сентября 1940 года эвакуационном корабле, на котором погибло семьдесят семь детей. Незаурядные способности Ламарр в точных науках позволили ей применить и переработать для своих исследований технические детали разговоров об оружии, которые вёл её первый муж со своими коллегами. Желая дать своей стране военное преимущество, вместе со своим другом, авангардистским композитором Джорджем Антейлом, жившим неподалёку, Хеди Ламарр приступила к изобретению радиоуправляемой торпеды, которую нельзя будет перехватить или заглушить. У нее возникла идея: если дистанционно сообщать координаты цели управляемой торпеде по одной частоте, то враг может легко перехватить сигнал, заглушить его или перенаправить торпеду на другую цель, а если использовать на передатчике случайный код, который будет менять канал передачи, то можно синхронизировать такие же частотные переходы и на приёмнике. Такая смена каналов связи гарантирует безопасную передачу информации. До того времени псевдослучайные коды использовались для шифровки информации, передаваемой по неменяющимся открытым каналам связи. Здесь же был сделан шаг вперёд: секретный ключ стал использоваться для быстрого изменения каналов передачи информации.
В августе 1942 года Ламарр и Антейл получили патент на изобретение «Системы секретной связи» (англ. Secret Communication System), зарегистрированный под номером US2292387A. Патент, сроком действия до 1955 года, описывает секретные системы связи, включающие передачу ложных каналов на разных частотах. Однако американский флот тогда отверг этот проект из-за сложности реализации; ограниченно использовать его начали лишь в 1962 году, и, таким образом, отчислений за него изобретатели не получили.
В 1997 году Хеди Ламарр была официально награждена за своё изобретение, но актриса не присутствовала на церемонии и лишь передала аудиозапись своего приветственного слова.
В начале 2014 года Хеди Ламарр была внесена в Национальный зал славы изобретателей США.

## Факты
- Актриса имела необычную привычку говорить о себе в третьем лице[21].

## Фильмография
- 1930 — Деньги на улице[англ.] / Geld auf der Straße — девушка за столиком ночного клуба
- 1931 — Буря в стакане[англ.] / Sturm im Wasserglas — секретарь
- 1931 — Багаж господина О. Ф.[англ.] / Die Koffer des Herrn O.F. — Хелен, дочь бургомистра
- 1932 — Не в деньгах счастье[англ.] / Man braucht kein Geld — Кэтти Брандт (главная героиня)
- 1933 — Экстаз / Ekstase — Ева Герман
- 1938 — Алжир / Algiers — Габи
- 1939 — Леди из тропиков[англ.] / Lady of the Tropics — Манон Деварнь
- 1940 — Я возьму эту женщину[англ.] / I Take This Woman — Джорджи Грегор Декер
- 1940 — Шумный город[англ.] / Boom Town — Карен Ванмер
- 1940 — Товарищ Икс / Comrade X — Федора, московская вагоновожатая
- 1941 — Приходи со мной жить[англ.] / Come Live with Me — Джонни Джонс
- 1941 — Девушки Зигфилда[англ.] / Ziegfeld Girl — Сандра Колтер
- 1941 — Г. М. Пульхэм Эсквайр[англ.] / H. M. Pulham, Esq. — Марвин Майлз Рэнсом
- 1942 — Квартал Тортилья-Флэт[англ.] / Tortilla Flat — Долорес Рамирес
- 1942 — Перекрёстки / Crossroads — Люсьен Тальбо
- 1942 — Белый груз[англ.] / White Cargo — Тонделайо
- 1944 — Райское тело[англ.] / The Heavenly Body — Вики Уитли
- 1944 — Конспираторы / The Conspirators — Айрин Фон Мор
- 1944 — Рискованный эксперимент / Experiment Perilous — Аллида Бедеро
- 1945 — Её Высочество и посыльный[англ.] / Her Highness and the Bellboy — принцесса Вероника
- 1946 — Странная женщина / The Strange Woman — Дженни Хагер
- 1947 — Обесчещенная леди / Dishonored Lady — Мадлен Дамьен
- 1948 — Давайте немного поживём[англ.] / Let’s Live a Little — доктор Дж. О. Лоринг
- 1949 — Самсон и Далила / Samson and Delilah — Далила
- 1950 — Леди без паспорта / A Lady Without Passport — Марианна Лоресс
- 1950 — Медный каньон[англ.] / Copper Canyon — Лиза Розелла
- 1951 — Мой любимый шпион[англ.] / My Favorite Spy — Лили Далбрей
- 1954 — Вечная женственность / The Eternal Female (не закончен)
- 1954 — Влюблённый Парис[англ.] / L'amante di Paride — Елена Прекрасная, Жозефина де Богарне, Женевьева Брабантская
- 1957 — История человечества[англ.] / The Story of Mankind — Жанна д’Арк
- 1958 — Самка / The Female Animal — Ванесса Виндзор